# Двије карте за град
„Двије карте за град” је југословенски ТВ филм из 1984. године. Режирао га је Зринко Огреста а сценарио је написао Новица Савић.

## Улоге
| Глумац                 | Улога       |
| ---------------------- | ----------- |
| Вили Матула            | Бели        |
| Ратко Танкосић         | Циско       |
| Семка Соколовић Берток | Жена        |
| Свен Ласта             | Старац      |
| Ђуро Утјешановић       | Шеф станице |
| Предраг Пређо Вусовић  | Младић      |
| Анкица Добрић          | Девојка     |
| Круно Валентић         | Милиционер  |
| Иво Фици               | Кондуктер   |
| Душко Груборовић       |             |